# Келлер, Рудольф
Рудольф Келлер (нем. Rudolf Keller; 16 июня 1917 — 28 ноября 1993, Дрезден) — немецкий шахматист, международный мастер (1950). Химик.
Брат Э. Келлер-Герман (гроссмейстер среди женщин).